# دوریان گری (فیلم ۲۰۰۹)
دوریان گری (به انگلیسی: Dorian Gray) فیلم فانتزی تاریک و ترسناک انگلیسی محصول سال ۲۰۰۹، که بر اساس رمانی به همین نام، نوشتهٔ اسکار وایلد ساخته شده است. این فیلم به کارگردانی الیور پارکر، نویسندگی توبی فینلی و با بازی بن بارنز در نقش دوریان گری و کالین فرث در نقش لرد هنری است. دوریان گری در ۹ سپتامبر ۲۰۰۹ توسط مومنتوم پیکچرز در انگلستان اکران شده است.

## داستان
داستان فیلم دربارهٔ جوانی خوش‌سیما به نام دوریان گری است که تصویری از او توسط یکی از دوستانش در کمال زیبایی و جوانی بر تابلویی نقاشی می‌شود. با گذشت زمان، پیری و گناهان بر تصویر او نشانه‌ای باقی می‌گذارد، درحالی که او همچنان جوان و جذاب باقی می‌ماند.

## بازیگران
- بن بارنز در نقش دوریان گری
- کالین فرث در نقش لرد هنری واتون
- بن چاپلین در نقش باسیل هالوارد
- ریچل هرد-وود در نقش سیبیل وین
- جانی هریس در نقش جیم وین
- ربکا هال در نقش امیلی واتون
- امیلیا فاکس در نقش ویکتوریا واتون
- فیونا شو در نقش آگاتا
- مریم دآبو در نقش گلدیس
- کارولین گودال در نقش لیدی ردلی
- مایکل کالکین در نقش لرد ردلی